# Scherpenzeel
Scherpenzeel (anhörenⓘ) ist ein Dorf und eine Gemeinde der niederländischen Provinz Gelderland westlich der Landschaft Veluwe. Sie hatte am 1. Januar 2025 nach Angaben des CBS 10.541 Einwohner.

## Lage und Wirtschaft
Scherpenzeel liegt im äußersten Westen des Gebietes „Gelderse Vallei“, das für seine Hühnerzucht und Landwirtschaft bekannt ist. Nachbargemeinden sind Woudenberg im Westen und Renswoude im Osten, beide in der Provinz Utrecht. Die Provinzialstraße N 224 (Zeist – Renswoude) führt nördlich um das Dorf herum. Eine Nebenstraße führt nach Nordosten nach Barneveld, wo sich der nächste Bahnhof befindet.
Das Dorf selbst hat viel Kleingewerbe. Auch die Landwirtschaft ist von Bedeutung.

## Geschichte
Scherpenzeel (Saal, also Schloss, mit scharfen Pfählen umgeben, also gut befestigt) entstand um das Schloss gleichen Namens, das als Grenzfestung des Herzogtums Geldern gegenüber dem Utrechter Bistum jahrhundertelang von strategischer Bedeutung war.
Das Schloss wurde 1856 ganz neu aufgebaut und beherbergt jetzt mehrere Büros der Gemeindeverwaltung.

## Politik

### Sitzverteilung im Gemeinderat
Der Gemeinderat wird seit 1982 folgendermaßen gebildet:
| Partei                        | Sitze | Sitze | Sitze | Sitze | Sitze | Sitze | Sitze | Sitze | Sitze | Sitze | Sitze |
| Partei                        | 1982  | 1986  | 1990  | 1994  | 1998  | 2002  | 2006  | 2010  | 2014  | 2018  | 2022  |
| ----------------------------- | ----- | ----- | ----- | ----- | ----- | ----- | ----- | ----- | ----- | ----- | ----- |
| GemeenteBelangen Scherpenzeel | –     | –     | –     | –     | –     | –     | –     | 4     | 3     | 5     | 5     |
| SGP                           | 2     | 2     | 2     | 2     | 2     | 2     | 2     | 3     | 3     | 3     | 4     |
| CDA                           | 4     | 5     | 5     | 4     | 3     | 3     | 4     | 2     | 3     | 2     | 3     |
| VVD                           | 3     | 2     | 2     | 3     | 2     | 2     | 2     | 2     | 1     | –     | 2     |
| PRO Scherpenzeel a b c        | –     | –     | –     | –     | 2     | 4     | 3     | 1     | 1     | 1     | 1     |
| ChristenUnie                  | –     | –     | –     | –     | –     | 2     | 2     | 1     | 2     | 2     | –     |
| PvdA a c                      | 3     | 3     | 3     | 3     | 2     | –     | –     | –     | –     | –     | –     |
| RPF                           | 1     | 1     | 1     | 1     | 2     | –     | –     | –     | –     | –     | –     |
| Gesamt                        | 13    | 13    | 13    | 13    | 13    | 13    | 13    | 13    | 13    | 13    | 15    |

Anmerkungen

### Bürgermeister
Seit dem 15. Dezember 2022 ist Marieke Teunissen-Willemsen (VVD) amtierende Bürgermeisterin der Gemeinde. Zu ihrem Kollegium zählen die Beigeordneten Henk Vlastuin (GemeenteBelangen Scherpenzeel), Gerard van Deelen (SGP), Izaäk van Ekeren (SGP), Evert van de Glind (GemeenteBelangen Scherpenzeel) sowie der Gemeindesekretär Robert ’t Hoen.